# Un jour nouveau
Pour plus de détails, voir Fiche technique et Distribution.
Un jour nouveau est un film iranien réalisé par Reza Mirkarimi et sorti en 2014.

## Fiche technique
- Titre : Un jour nouveau
- Réalisation : Reza Mirkarimi
- Scénario : Reza Mirkarimi et Shadmehr Rastin
- Photographie : Hooman Behmanesh
- Montage : Reza Mirkarimi
- Son : Alireza Alavian
- Musique : Amin Honarmand
- Production : iFILM Production
- Pays de production :  Iran
- Distribution (France) : Zootrope Films
- Durée : 85 minutes
- Dates de sortie : 
  - Iran : 2014
  - France - 7 juin 2017[1]

## Distribution
- Parviz Parastui
- Soheila Golestani
- Shabnam Moghadami
- Roozbeh Hesari
- Ashkan Jenabi
- Hesam Mahmoudi

## Distinctions

### Récompenses
- Prix FIPRESCI au Festival du film Nuits noires de Tallinn 2014
- Prix spécial du jury au Granada Film Festival 2015
- Meilleur réalisateur au 'Dhaka International Film Festival 2016

### Sélections
- Festival du film de Fajr 2014